# Listă de prefixe telefonice ale statului Arizona
Această pagină este o listă de prefixe telefonice din Arizona.  Imaginea hărții din dreapta este interactivă; apăsând pe una din zonele delimitând un anumit prefix telefonic, veți fi direcționați la articolul corespunzător prefixului.
- Prefixul telefonic 602 -- Este folosit doar pentru numere din orașul Phoenix.

- Prefixul telefonic 520 -- Cuprinde tot sudul statului Arizona, incluzând Tucson, Nogales, Tombstone, Bisbee, Douglas, Sierra Vista, și  Casa Grande.

- Prefixul telefonic 480 -- Acoperă doar partea comitatului Maricopa aflată la est de limitele orașului Phoenix, incluzând integral orașele Scottsdale, Tempe, Mesa, Gilbert, Chandler, Apache Junction și Fountain Hills.

- Prefixul telefonic 623 -- Acoperă doar partea comitatului Maricopa aflată la vest de limitele orașului Phoenix, incluzând integral orașele Glendale, Goodyear, Litchfield Park, Sun City, Peoria, Sun City West și Surprise.

- Prefixul telefonic 928 -- Cuprinde tot sud-vestul, vestul, nordul, nord-vestul și partea central-vestică a statului Arizona, incluzând (în sens orar începând cu sud-vestul statului) Yuma, Parker, Havasu City, Bullhead City, Kingman, Payson, Prescott, Verde Valley, Flagstaff, toată zona Marelui Canion (al fluviului Colorado), Saint Johns, Safford, Thatcher și Clifton.

### Istoric
- Conform repartizării originare din 1947 a codurilor telefonice pe tot teritoriul Statelor Unite, întregul stat Arizona avea doar un singur prefix telefonic, 602, care a acoperit Statul Marelui Canion pentru 57 de ani.

- În 1994, acoperirea statului Arizona a fost divizată în două prefixe telefonice, întreg comitatul Maricopa (care cuprindea atunci 80 - 82 % din populația statului) a continuat să folosească prefixul 602, în timp ce restului statului îi fusese alocat prfixul 520.

- În 1999, acoperirea comitatului Maricopa a fost divizată în trei prefixe telefonice 602, 480 și 623.

- În anul 2003, acoperirea întregului stat arizonian, cu excepția comitatului Maricopa, a fost divizată în două zone inegale ca suprafață (cea nordică fiind sensibil mai mare decât cea sudică), dar relativ comparabile proporțional cu numărul de locuitori. Jumătatea sudică, mai populată, a primit prefixul 520, iar cea nordică, mai depopulată, a primit prefixul 928.